# Mjösjögöl
Mjösjögöl är en sjö i Nybro kommun i Småland och ingår i Alsteråns huvudavrinningsområde. Sjön är 13,2 meter djup, har en yta på 0,38 kvadratkilometer och befinner sig 87 meter över havet.